# Castillo de Cargill
Castillo de Cargill (en inglés: Cargill's Castle) se levanta sobre un promontorio con vistas al Océano Pacífico en la ciudad sureña de Dunedin en Nueva Zelanda. Es uno de los únicos dos castillos en Nueva Zelanda, siendo el otro el de  Larnach. 
Más que un castillo se trata de una mansión que fue construida por Edward Cargill, octavo hijo de William Cargill fundador de la ciudad, que en el siglo XIX, lo llamó The Cliffs. Diseñado por el arquitecto Francis Petre, y construido por Harry Lyders a un costo de £ 14.000,  se completó en 1877.  El edificio fue destruido por un incendio en 1892, y Cargill restauró el castillo, pero no pudo hacer frente al coste de sustitución de todos los muebles de madera, aunque sí añadir un salón de baile. El castillo ahora está en ruinas, es solo la sombra de lo que alguna vez fue. No hay acceso público al sitio.